# Jean-Pierre Niobé
Pour les articles homonymes, voir Niobé.
Jean-Pierre Niobé, né en 1963, est un comédien, chanteur, auteur, compositeur français.

## Biographie
Après avoir suivi une formation musicale au conservatoire d'Angers, Niobé prend le chemin du théâtre en 1987 en passant par les cours Florent à Paris. Il joue dans les créations du Théâtre régional des Pays de la Loire, du théâtre de l’Ephémère au Mans, du théâtre Le Passage à Fécamp, de la compagnie Banquet d’Avril à Nantes. Pour le cinéma, il travaille à trois reprises sous la direction de Claude Chabrol, et participe à la bande originale du second film de Robin Renucci. 
Il mène en parallèle son travail d'auteur compositeur interprète avec sept albums studio et un album live à son actif. Il a reçu un chœur chorus pour l'album De l’humain dans nos affaires » décerné par la revue Chorus les Cahiers de la Chanson, et un coup de cœur décerné par l'Académie Charles-Cros. En 2018, il sort son septième album Social Dancing. avec son fils Tom aux machines, un travail électro chanson.
Avec son concert il a partagé la scène en co-plateau avec Susheela Raman, Dick Annegarn, Emily Loizeau  et Groove Lélé à la Réunion, René Lacaille, Romain Didier.

## Filmographie

### Cinéma
- 1989 : Caillotte, de Vincent Malandrin
- 2004 : La Demoiselle d'honneur, de Claude Chabrol
- 2006 : L'Ivresse du pouvoir, de Claude Chabrol

### Télévision
- 1991 : L'Affaire Seznec, d'Yves Boisset - TF1
- 1995 : Chaudemanche père et fils, de Joël Séria - France 2[6]
- 1996 : Le Mensonge, de Laurent Carcélès - M6
- 1998 : Duval, de D. Losset - FR3
- 1999 : Duval, de B. Van Effenterre - FR3
- 2006 : Paris brigade criminelle, de Gilles Béhat - TF1

## Théâtre
- 1988 : Flamineo, de Robert Merle - Mise en scène Jean-Pierre Jacovella
- 1989 : Jacques le fataliste et son maître, d’après Diderot, adaptation Huber / Niobé - Mise en scène de Jean-Pierre Jacovella
- 1992 : Un chapeau de paille d'Italie, d'Eugène Labiche - Mise en scène de Patrick Pelloquet - T.R.P.L [7]
- 1993 : Le certificat d'étude, de Thierry Charrier - Mise en scène Patrick Pelloquet - T.R.P.L
- 1993 : Lucrèce Borgia, de Victor Hugo - Mise en scène de Vincent Garanger - T.R.P.L
- 1994 : Les Trois Mousquetaires, d’Alexandre Dumas - Mise en scène de Patrick Pelloquet - T.R.P.L
- 1995 : Chat en poche, de Georges Feydeau - Mise en scène de Patrick Pelloquet - T.R.P.L
- 1996 : Les Mandibules, de Louis Calaferte - Mise en scène de Patrick Pelloquet - T.R.P.L
- 1996 : Roméo et Juliette, de William Shakespeare - Mise en scène de Patrick Pelloquet - T.R.P.L
- 1997 : Monsieur Bonhomme et les Incendiaires, de Max Frish - Mise en scène de Philippe Mathé - T.R.P.L
- 1998 : Une petite formalité, d'après Georges Courteline - Mise en scène de Patrick Pelloquet -  T.R.P.L
- 2001 : Manteca, d'A-P Torriente - Mise en scène de Didier Laster / Jean-Louis Raynaud - théâtre de l'éphémère [8]
- 2002 : Donc, de Jean-Yves Pick - Mise en scène Jean-Louis Raynaud / Didier Laster - théâtre de l'éphémère [9]
- 2003 : Le Trou, de Valérie Deronzier création théâtre de l'éphémère [10]
- 2005 : Le nom du père, de Messaoud Benyoucef - Mise en scène de Claude Alice Peyrrottes Compagnie Le Passage [11]
- 2005 : Flexible hip hop!!, d’Emmanuel Darley - Mise en scène de Patrick Sueur / Paule Grolleau - Compagnie Théâtre DÛ
- 2007 : Conseil municipal, de Serge Valletti - Mise en scène de Monique Hervouet - Compagnie Banquet d’Avril [12]
- 2008 : Jour de tour, de Christian Prigent - Mise en scène  de Monique Hervouèt - Compagnie Banquet d’Avril [13]
- 2009 : Pendant que Marianne dort, de Gilles Aufray / Jean-Louis Raynaud - Mise en scène de Jean-Louis Raynaud - Théâtre de l’éphémère
- 2011 : Le Tartuffe, de Molière - Mise en scène de Monique Hervouet - Compagnie Banquet d’Avril [14]
- 2015 : Conte de la neige noire de J.Y.PICQ  production Théâtre de l’Éphémère Mise en scène J.L. Raynaud
- 2017 : Quand on verra du Bleu de Solenne Jarniou  production Plus Plus prod.
- 2020: Le Grand Poucet de JY Picq metteur en scène
- 2023: Discours à la nation d'Ascanio célestini (jeu)

## Musique
- 1995 : album Rêve de Comptoir[15]
- 1997 : participation à la BO du film télé La femme d’un seul homme de Robin Renucci
- 1999 : album Le Nanalphabète
- 2005 : album De l'humain dans nos affaires[16],[17]
- 2005 : participation à la BO du film Sempré vivu de Robin Renucci
- 2006 : participation à la BO du film La Fille coupée en deux de Claude Chabrol
- 2009 : album Niobé en public à Fécamp [18]
- 2010 : album Manifeste [19]
- 2013 : album No 6
- 2016: La route est un long ruban création autour de l'œuvre de Francis Lemarque, avec Romain Didier
- 2018: Social Dancing concert élétro, chanson, mapping.